# Hôtel des Griffons
L'Hôtel des Griffons est un hôtel particulier de la ville de Dijon situé dans son secteur sauvegardé.
Sa façade est inscrite au titre des monuments historiques depuis 1926.

## Histoire
Plus ancienne maison de pierre encore en état à Dijon, cette demeure du début du XIVe siècle fut construite pour la famille Griffon, une famille d'origine servile qui se hissa à la tête des plus hautes institutions civiles et religieuses avant de disparaître au tout début du XVe siècle. 
D'abord fabricants et vendeurs de tissus, les premiers membres de la famille Griffon firent donc construire cette maison dans le quartier des drapiers. Les tympans trilobés et la Vierge à l'Enfant ornant la façade permettent de supposer qu'elle fut édifiée dès le début du XIVe siècle, bien que le commanditaire exact soit inconnu.
Par la suite il est probable que la plupart des membres de la famille Griffon y habitèrent, on peut notamment citer : 
- Philippe Ier Griffon (mort avant 1342), qui fut procureur de la ville en 1304.
- Son frère Girard dit d'Arceau (mort en 1362), qui fut receveur des rentes de la ville, bailli d'outre-Saône, échevin en 1341-1342 puis en 1349-1350, et maire à plusieurs reprises. Il possédait en parallèle de multiples propriétés à travers la ville et il dota aussi une chapelle à la collégiale Saint-Étienne de Dijon peu avant son décès.
- L’écuyer Jean Ier (fils de Philippe Ier, mort avant 1351) qualifié de sire en 1308, titré châtelain de Salmaise en 1323 puis seigneur d'Alips de la Rochette en 1328. Il se maria avec Jeanne, fille de Richard de Courcelles et Jeanne Hugonet.
- Guillaume Griffon (mort avant 1354), qui fut maire en 1330-1331 puis échevin en 1342-1342.
- Pierre Ier Griffon (mort en 1369), fils d'Alips dame de la Rochette et le petit-fils de Girard, d'abord qualifié de bourgeois avant d’être nommé vicomte-mayeur en 1360. Il possédait dès 1340 la terre de la Motte de Montmusard, et était également homme de mainmorte du prieur de Montjeu. Il semble s’être marié trois fois : d'abord avec une certaine Jeannette, puis avec une dénommée Marie qui vendit la terre de Montmusard à Regnault Le Gélinier au moment de la mort de son mari,  et enfin avec Guillemette de Bretenières en 1365, qui recevra 4 livres de rente à sa mort grâce à la maison. Il s'agit du seul membre de la famille à avoir laissé un sceau sur une requête datée de 1359 et fut également le dernier à diriger à la ville.
- Il existe également trois cousins, tous trois nommés Demoinges, qui ont voué leur vie à l'église en exerçant à Dijon et dans les villages alentour. Demoinges Ier fut curé et recteur de l'église Saint-Nicolas de Dijon entre 1347 et 1376, Demoinges II (fils de Thibaud Griffon) fut curé du village de Chevigny-Saint-Sauveur de 1356 à 1363, et enfin Demoinges III dit le Courderet (fils de Villemot Griffon) fut curé de Veronnes en 1357.
- Eudes Griffon (mort vers 1410), moine de Saint-Benigne et prieur de l'église Saint-Étienne de Vignory dans l'actuelle Haute-Marne. Il est mentionné dès 1374 pour une affaire l'opposant au curé de Cerisières, mais il est plus connu pour avoir rédigé en 1380 le cartulaire du prieuré de Vignory.

Ces quatre derniers ne furent pas en mesure de transmettre la maison à d’éventuels héritiers, ayant fait vœux de chasteté et de célibat ; elle changea donc de main. 
Elle fut partagée en deux pour loger Philippe Geliot et Bernard de Fontennes. Philippe Geliot fut titré bourgeois de la ville puis recteur de l’hôpital de la Maladière, puis il finit sa carrière à la mairie entre 1373 et 1374. Il habita successivement dans l'ancienne maison du Singe (devenue mairie en 1350), puis à l'hôtel des Griffons et enfin s'établit dans une maison rue Vannerie (actuellement hôtel du Commandant Militaire). 
Peu après, la bâtisse fut achetée par le chevalier Pierre Le Berruyer qui la loua pour 40 francs à Gervaise Geffet de Constance. Le mobilier fut vendu pour la somme de 500 francs. 
Vers le tout début du XVe siècle, la maison fut vendue à Guienot (guy) Bonnot. Fils de Richard Bonnot, siégeant notamment au Parlement de Beaune en 1370, celui-ci a probablement contribué à l'achat de la maison et la transmit à son fils Guienot (guy) Bonnot (écuyer, vicomte-mayeur de Dijon de 1409 à 1415 et seigneur de Balot et Balan) . Sa fille unique Marguerite ayant épousé Nicolas Aurillot de Langres, la demeure changea une nouvelle fois de propriétaire. 
Finalement, elle fut achetée par le sieur Rémond Clemenceaut au début du XVIe siècle, puis divisée en deux par ses héritiers. Conservant la partie droite de la bâtisse, ils vendirent la partie correspondant au no 6 au maître à la chambre des Comptes Pelu dans le dernier quart du XVIe siècle.